# Pseudolimnophila megalops
Pseudolimnophila megalops är en tvåvingeart som beskrevs av Alexander 1942. Pseudolimnophila megalops ingår i släktet Pseudolimnophila och familjen småharkrankar. Inga underarter finns listade i Catalogue of Life.